# Juh
Juh (1825 – Casas Grandes, novembre 1883) è stato un guerriero nativo americano, capo della divisione Nednhi (suddivisa in Carrizaleños e Janeros) Ndendahe (Ndéndai) degli Apache, spesso impropriamente assimilata ai Chiricahuas.

## La vita
Juh era un cugino di Geronimo, appartenente, invece, alla banda Bedonkohe Ndehndahe. Sposò Ishton, ritenuta la sorella di Geronimo, e da lei ebbe un figlio, Ace (Asa) Daklugie, nato nel 1872. Ebbe anche altri due figli, Delzhinne e Daklegon. Juh soffriva di balbuzie.
Guerriero coraggioso e spietato, partecipò a diverse guerre assieme a La-choy Ko-kun-noste (Mangas Coloradas), Baishan (Cuchillo Negro), Coleto Amarillo, Mano Mocha, Laceres, Luis, Felipe, Arvizu, Natiza, Cochise, Delgadito (prima luogotenente e poi successore di Mangas Coloradas come capo dei Coppermine Mimbreños), Nana (già principale luogotenente e temporaneo successore di Baishan (Cuchillo Negro) come capo degli Warm Springs Mimbreños) e ai propri coetanei Victorio (succeduto a Cuchillo Negro come capo degli Warm Springs Mimbreños, venendo preferito a Nana e ad altri più anziani, e divenuto capo principale dei Tchihendeh (Mimbreño) Apache, nonché genero di Mangas Coloradas e cognato di Cochise), Loco, Nahilzay, Chihuahua, Skinya, Pionsenay, Tahzay (figlio maggiore di Cochise), Mangus (figlio minore di Mangas Coloradas). Morti o scomparsi dalle scene i capi Nednhi Ndendahe, ma anche i capi Bedonkohe Ndendahe, della precedente generazione, Juh divenne capo dei Nednhi ("Janeros" e "Carrizaleños") estendendo la propria guida  anche ai Bedonkohe ("Mogollones"), fra i quali la prematura morte di Taklishim, figlio di Mahko, aveva interrotto la trasmissione dell'investitura a Geronimo. Partecipò, essendo già capo riconosciuto della sua gente, alla battaglia di Apache Pass nel luglio 1862 e il suo ruolo fu probabilmente determinante nella scelta di trasportare a Janos (luogo assiduamente frequentato da Juh e dai suoi Nednhi) Mangas Coloradas, per trovare un medico che ne curasse le ferite. La zona di confine tra New Mexico, Arizona, Sonora e Chihuahua fu teatro privilegiato delle sue imprese.
In diverse occasioni Juh e Geronimo furono causa (o forse pretesto e, talvolta, capro espiatorio) di tensioni e disordini nelle varie riserve nelle quali altre divisioni Apache li ospitarono con maggiore o minore entusiasmo. nella primavera 1877 la presenza di Geronimo a Ojo Caliente fu il pretesto per la chiusura della riserva e la deportazione dei Mimbreños a San Carlos (previo arresto di Victorio, Loco e Nana), ma all'epoca Juh si trovava nella Sonora, con Pionsenay e Nolgee. Negli anni 1877-1879 diversi massacri compiuti da Juh e Geronimo furono imputati a Victorio, ben più temuto dalle truppe U.S.A. per le sue doti di tattico e di stratega, ma meno incline alla crudeltà (e completamente alieno dall'alcolismo). Dopo una breve permanenza a San Carlos, Juh e Geronimo ripresero la guerra nel 1881-1882, ma nell'ottobre 1882 furono attirati in una trappola a Casas Grandes, dove si credevano al sicuro, e si vendicarono assalendo Galeana. Juh si separò dagli altri, e il suo accampamento fu assalito da milizie messicane nel gennaio 1883; Juh si ritirò in un luogo isolato con la propria famiglia, cedendo il comando a Geronimo.
Morì annegato nel 1883 cadendo da cavallo, per una sbronza o per un infarto, in un torrente nei pressi di Casas Grandes, nello stato messicano di Chihuahua. Dopo la morte di Juh, Mangus si occupò della sua famiglia, mentre Geronimo divenne il capo effettivo della banda.